# سیارک ۱۴۹۶۳
سیارک ۱۴۹۶۳ (به انگلیسی: 14963 Toshikazu، نامگذاری:1996TM15)۱۴۹۶۳مین سیارک کشف شده‌است که در ۱۱ اکتبر ۱۹۹۶ کشف شد.